# Jean Cholet

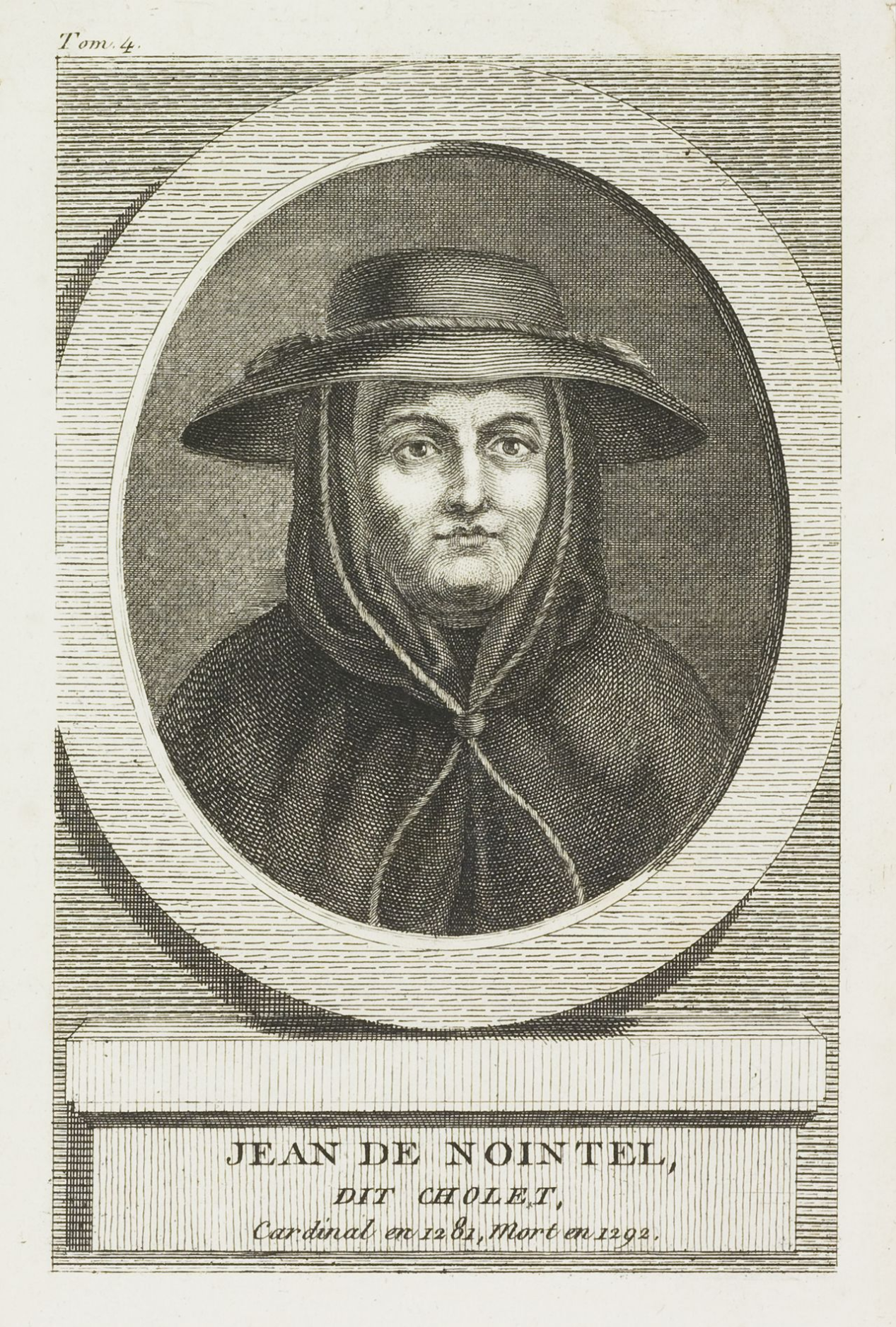
Kardinal Jean Cholet (Bildnis 18. Jh.)

Jean Cholet (* auf Schloss Nointel (heute im Département Oise); † 2. August 1293 in Rom) war ein französischer Kardinal der Römischen Kirche. Zu seinem Sterbedatum existieren verschiedene Angaben.

## Leben
Cholet hatte seinen Doktortitel in Privat- und Kirchenrecht an der Universität Paris erworben. Er diente als päpstlicher Legat in Frankreich. Er wurde 1281 von Papst Martin IV. zum Kardinal erhoben.
Er nahm an der letzten Papstwahl teil, die nicht in Form eines Konklaves stattfand und in der nach zwei Jahren der Verhandlung Coelestin V. zum Papst gewählt wurde. Dessen Vorgänger, Papst Nikolaus IV., war im April 1292 verstorben. Im gleichen Jahr brachen Unruhen aus und in Rom grassierte eine Malariaepidemie, die Cholet letztlich das Leben kostete. Seine letzte Ruhe fand er in der Kirche Saint-Lucien in Beauvais.